# Time and tide
Time and tide is een studioalbum van Johannes Schmoelling uit 2012. Het is opgenomen in zijn eigen Riet geluidsstudio te Berlijn in 2011 en uitgebracht op zijn eigen platenlabel Viktoria Records. Gastspeler op dit album is Jonas Behrens, die ook een eigen track mocht indienen (track 3).

## Musici
- Johannes Schmoelling – toetsinstrumenten, elektronica
- Jonas Behrens – toetsinstrumenten, elektronica

## Muziek
| Nr. | Titel                                    | Duur |
| --- | ---------------------------------------- | ---- |
| 1.  | Splendid isolation (Schmoelling)         | 7:53 |
| 2.  | Lone warrior (Schmoelling)               | 3:48 |
| 3.  | The gift (Behrens)                       | 6:47 |
| 4.  | The answer (Schmoelling)                 | 5:51 |
| 5.  | Zero gravity (Schmoelling)               | 7:45 |
| 6.  | Beacon of hope (Behrens, Schmoelling)    | 5:50 |
| 7.  | Life in the dark (Behrens, Schmoelling)  | 4:25 |
| 8.  | Genetic diversity (Behrens, Schmoelling) | 7:44 |
| 9.  | Time and tide (Behrens, Schmoelling)     | 8:35 |